# Jean-Marie Brussin
Jean-Marie Brussin dit Mary est un coureur automobile né le 15 janvier 1924 à La Frette dans le département de l'Isère et décédé en course le 21 juin 1958, durant l'épreuve des 24 Heures du Mans.
Industriel français, il possédait une entreprise de production de diamants synthétiques à Trévoux dans le Val de Saône. 

## Résultats
| Année | Équipe                   | Voiture       | Pilote                    | Copilote              | Classement      |                            |
| ----- | ------------------------ | ------------- | ------------------------- | --------------------- | --------------- | -------------------------- |
| 1955  | France Henri Peignaux    | Jaguar D-Type | Jean-Marie Brussin (Mary) | France Henri Peignaux | Non qualifié    |                            |
| 1957  | France Équipe Los Amigos | Jaguar D-Type | Jean-Marie Brussin (Mary) | France Jean Lucas     | 3e place        |                            |
| 1958  | France Henri Peignaux    | Jaguar D-Type | Jean-Marie Brussin (Mary) | France André Guelfi   | Sortie de route | Accident mortel de Brussin |

Ces courses ont été effectuées sur la voiture Jaguar XKD, n° de châssis 513. immatriculée 6478 AT 69.